# Chery ACTECO
Chery ACTECO — выпускаемая с 1997 года серия двигателей внутреннего сгорания китайской компании Chery. Объём двигателей варьируется от 800 см3 до 4 литров, включая четырёхцилиндровый и восьмицилиндровые двигатели. Модельный ряд разработан совместно с австрийской компанией AVL.

## История
Компания Chery была основана в 1997 году. Подразделение Chery Powertrain является филиалом Chery Automobile Co. и поставляет все силовые агрегаты в линейке автомобилей Chery.
В ноябре 2006 года было объявлено, что на автомобили Fiat (начиная с Linea) будут устанавливаться 1,6-литровые и 1,8-литровые двигатели ACTECO. Такие же устанавливаются на автомобили John Deere XUV Gator 825i и 590i (2 цилиндра, EFI DOHC).